# 기장 남산봉수대
기장 남산봉수대(機張 南山烽燧臺)는 부산광역시 기장군 기장읍에 있는 봉수대이다. 1995년 12월 15일 부산광역시의 유형문화재 제2호 기장남산봉수대로 되었다가, 2014년 9월 3일 기장 남산봉수대로 띄어쓰기하여 문화재 지정 명칭이 변경되었다.

## 현지 안내문
봉수대는 횃불과 연기를 이용하여 급한 소식을 전하던 옛날의 통신수단을 말하며 높은 산에 올라가서 불을 피워 낮에는 연기로 밤에는 불빛으로 신호를 보냈다.
기장군 기장읍 죽성리에 있는 이 봉수대는 중앙의 봉돈은 지름 2.4m, 둘레 9m의 돌로 쌓여 있으며, 높이 1.5m, 너비 1.5m, 지름 30∼40㎝의 화로가 있었다. 남쪽으로 해운대 간비오산 봉수대, 북쪽으로 임랑 및 아이 봉수대에 연결되어 있다.
고려 성종 4년(985)에 설치하였으며, 고종 31년(1894) 갑오개혁 때 현대적인 전화 통신체제로 바뀌면서 폐지되었고, 원형이 비교적 잘 보존된 편이다.

## 참고 문헌
- 이 문서에는 다음커뮤니케이션(현 카카오)에서 GFDL 또는 CC-SA 라이선스로 배포한 글로벌 세계대백과사전의 내용을 기초로 작성된 글이 포함되어 있습니다.

## 같이 보기
- 기장 아이봉수대 - 부산광역시 기념물 제38호

## 참고 자료
- 기장 남산봉수대 - 국가유산청 국가유산포털